# Casal palau dels Marquesos d'Aitona
El Casal palau dels Marquesos d'Aitona és una obra renaixentista de Seròs (Segrià) declarada Bé Cultural d'Interès Nacional.

## Descripció
Casa de grans dimensions disposada en cantonera, amb planta baixa, primer pis i golfes. La compartimentació interior és força complexa. Té cert interés l'escala principal a la que s'accedeix per dos arcs carpanells. L'exterior conserva la imatge primitiva, tot i les nombroses modificacions, amb finestres de rectangulars a la planta baixa i el primer pis i, a les golfes, una galeria d'arcs un poc rebaixats. Presenta dues portes, una allindada i l'altra d'arc lleugerament rebaixat amb un escut. L'obra és de carreus de pedra escairada a la part baixa del mur i la resta amb maó.

## Història
Començà essent residència dels Montcada, més tard va ser dividida en quinze pisos de lloguer. La façana que dona a la Plaça Major és probablement d'època posterior al cos principal de l'edifici.